# Петро-Михайлівська сільська територіальна громада
Петро-Михайлівська сільська територіальна громада — територіальна громада в Україні, у Запорізькому районі Запорізької області. Адміністративний центр — село Петро-Михайлівка. Площа громади — 267,81 км², населення — 5009 осіб (2020).

## Історія
Утворена 8 серпня 2017 року шляхом об'єднання Дніпровської та Петро-Михайлівської сільських рад Вільнянського району.
19 липня 2020 року, в результаті адміністративно-територіальної реформи та ліквідації Вільнянського району, громада увійшла до складу новоутвореного Запорізького району.

## Населені пункти
До складу громади входять 18 сіл: 
- Великодубове
- Вербове
- Гнаровське
- Грушівка
- Губенське
- Дніпровка
- Круглик
- Орлівське
- Перун
- Петро-Михайлівка
- Петро-Свистунове
- Придолинівка
- Тарасівка
- Тернівка
- Улянівка
- Шевченка
- Якимівка
- Ясинувате